# Магнус Хус
Магнус Хус (рођен 22. октобра 1807. у Меделпаду, умро 22. априла 1890. у Стокхолму), био је шведски научник и професор. Магнус Хус познат је по изградњи прве праве клинике у Шведској и по успостављању алкохолизма као концепта и болести. Шведски лекар који је сковао реч алкохолизам и био је први који га је дефинисао као хроничну, понављајућу болест.

## Биографија
Магнус Хус био је син свештеника Јохана Хуса и Катарине Магдалене Хеллзен. Био је студент на Универзитету у Упсали 1824, дипломирао је филозофију 1829, магистар филозофије 1830, дипломирао медицину 1832, докторирао медицину 1834, мајстор хирургије 1835. и лекар (докторат) исте године. Већ претходне године Хус је постављен за помоћника лекара у ласерскоји канцеларији Серафимер у Стокхолму.
У периоду 1837-1838 студирао је у Немачкој, Аустрији и Француској. Године 1839. постављен је за помоћника главног лекара на ласерској канцеларији Серафимер и тамо је кренуо са радом 1.августа те године у првој модерној медицинској клиници у Шведској. На овој клиници уведене су методе физичког прегледа у складу са пажљивим проучавањем патолошке анатомије. Због великог професионалног знања и упорности Магнуса Хуса током његовог дугог службовања на челу клинике, за овај дан се може вероватно рећи да је прекретница у историји шведске медицине. 
Године 1840, Хус је постављен за главног лекара у Ласер агенцији Серафимер и ванредног (привременог) професора, а 1846. године именован је за редовног професора (именован доживотним) на Каролинском институту. Године 1860. постављен је за шефа Медицинског факултета и генералног директора болница, ласера и бања у земљи.Током свог наставног времена Хус је такође радио у широкој медицинској пракси консултација.
Године 1857. уздигнут је у племство и био је члан шведског сталног рајхстага до 1866. године, након што га је 1873-1874. Заменио двостепеним парламентом, а додељено му је друго веће.
Након средњошколских година у Харносанду, 1824. дошао је у Упсалу . Тамо је почео да студира природне науке, нарочито ботанику и хемију, али занимала га је и фикција и класична митологија. Године 1830. за магистарски рад представио је своју дисертацију Де Хиперицис Суециае индигенис (Наша матична врста из рода Хиперицум). Већ у то време одлучио је да изабере медицинску професију. Међутим, када је предавање на Медицинском факултету у Упсали сматрано неуобичајеним, пријавио се на Каролински институт у Стхлм-у, где је дошао да спроведе анатомске студије код Андерса Ретзиуса истовремено са ординацијом као лекар у Гарисон болници.
Након служења у болници у Гарисону, Хус је наставио да се бави анатомским студијама и такође је учествовао као аускултант у рунди на ласерском домету Серафимер. Током дела 1831.-32. године, такође је - без икаквог специјалног образовања из ове области - био конституисан као карантински лекар у Лисекилу. Да би усавршио своје образовање, Хус се 1834.пријавио за место поддоктора на ласерском двору у Серафимеру, где је Проф. Ронандер - према Хусу „ученом, добро прочитаном и практично проницљивом човеку“ - био медицински саветник.
У рано доба Хус је написао неке чланке у часопису Лекари и фармацеути које је приметио наставни факултет Каролинског института, који га је именовао за доцента за медицину и хирургију на институту. На ласерској терапији Серафимер такође је морао да лечи неке заразне болести - укључујући случајеве колере током актуелне епидемије - и као пацијент упознат је са другом озбиљном заразном болешћу, наиме тачним тифусом. У том се случају разболео, али опоравио се,а о њему се пажљиво бринуо посебно његов пријатељ из Упсале, затим подхирург Андерс Фредрик Регнел, који је целог живота остао један од његових најинтимнијих пријатеља. 
Након мање успешне посете Берлину, Хус је провео четири месеца у Халеу, где је вешти клиничар Крукенберг постао учитељ. Након краћег боравка у Лајпцигу и Прагу, провео је шест месеци у Бечу,где је проучавао патолошку анатомију. Посетио је и нихилистичкa и хомеопатскa одељења, која су у то време била у Бечу, али су на њих мало утицале методе које се тамо практикују. Такође је стекао користан скептицизам у погледу такозваног полифармацина, који је набавком лекова лечио болесне. У Сцхонлеин-у у Цириху је кратко време студирао, као и у Хајделбергу, пре него што је стигао на главно одредиште Париза. Програм је обухватао посете специјализованим клиникама за кожне и нервне болести и приватне курсеве из анатомије, дерматологије и стетоскопије. Међутим, није уживао у Паризу као ни у другим местима која је посетио и вратио се у Стхлм у јесен 1838. године.
Дан 18. маја 1839. је важан датум у историји медицине. Већ тада је могао поставити темеље за медицинско клиничко учење у земљи.Наравно, пружале су му се још веће могућности када је 1840. наследио Ронандера и на крају постао редовни професор медицине на Каролинском институту - можда најважнија позиција у шведској медицини у овом тренутку.
Хус је био један од оснивача (1839) часописа Хигиеа шведског медицинског друштва, чији је први есеј написао. У овоме је представио своју медицинску творевину и програмску декларацију под насловом Општа размишљања о односу, између којих патолошка анатомија и медицина стоје једни према другима . Исправна дијагноза, заснована на физичком прегледу, након дијагнозе погодног лечења и пажљивог поређења симптома болести и постморталних промена биле су његове три главне тачке лечења и подучавања. Своју клиничку наставу одржавао је четири дана недељно код болесничког кревета и два пута недељно у виду предавања, често припремљених већ од 4 ујутру, када је обично почео свој радни дан. Студентима медицине је такође било дозвољено да раде сопствена истраживања и под Х-овим водством постављају медицинску документацију и прате пацијенте. Његово поштовање као учитеља сведочи у збирци коју су 1862. направили његови бивши ученици.
Хус је убрзо стекао велику репутацију лекара и дуги низ година обављао веома велико стажирање, углавном у облику консултација пацијената, које су му слали други лекари. Међу његовим пацијентима било је и многих краљевских личности, међу којима су Карл КСИВ Јохан, Осцар И, принц Густаф и принцеза Еугение.
Поред великог студијског путовања у иностранство, Хус је касније такође предузео нека студијска и конгресна путовања како би био у току са развојем медицине. Учествовао је на скуповима скандинавских природних научника у Хвну 1840, Стокхолм 1842, Кристианији 1844 и Кхвн 1847. На састанку је био секретар у одељењу за медицину. 1845. путовао је у неколико страних приморских летовалишта, посебно у Немачкој, ради студија балнеологије, подручја у којем је своје знање допунио новим путовањем 1847. године.Називајући се краљевим табором, успео је да настави свој пут у јануару 1853. и остао је у Паризу до јуна ради студија патолошке анатомије и хемије. Ово путовање он је надопунио искуствима заштите менталног здравља у Француској, Белгији, Немачкој и Швајцарској. 1857. учествовао је на Конгресном међународном биенфаисању у Бриселу. 
Као медицински писац, Хус је веома значајан.Од његових објављених радова могу се илустровати четири заслужне монографије.Најважнија, која му је у свету постала пионир, јесте Хроника алкохолизма или Хронична болест од алкохола (1-2, 1849-51), која је преведена на немачки језик.Започео је и његов живот камповања, говора и писања против индустрије пића.Завршава се поглављем о апетиту над алкохолним пићима и продавници пића у Шведској. Године 1855. Х је објавио дисертацију о статистици и тифусној грозници, која је заснована на 12 година искуства у ласерској терапији Серапхим, и то са високим степеном препознавања (укључујући америчког ратног секретара).
Због изостанка болести која је била условљена клиником и тешкоћа у преиспитивању онога што се појавило у медицинској науци за то време, Хус се више није сматрао потпуно способним за клиничког учитеља. Ово је главни разлог због којег је дошао да се пријави на Екстромерово упражњено место председавајућег Колеџа здравља, које је и он добио. У том својству он је, између осталог, активно допринео стварању друштва Св. Стоматолога 1860. године. За болнички систем главног града, Хус је био од великог значаја. Искуства из студија о менталној здравственој заштити у иностранству, између осталог, навео је у сценарију Да ли или треба да главни град Шведске више не одржава добро организован здравствени центар за ментално оболеле? (1853). На следећем парламенту државе су доделиле грант за изградњу нове болнице у Стхлму (Конрадсберг). Заменик извршног колеге Петер Елмстедт, који је у својој опоруци положио темељну плочу за педијатријску болницу у Стхлм-у, успeо је додатно набавити јединицу за његу болесне деце престолонасљеднице Ловише, која је касније започела с радом 1854. године. Програм Хусa је такође укључивао оснивање болнице за хронично болесне. Ово је омогућило приватно лице које је на предлог Хусa донирало 10.000 СЕК за тај износ, који је износ повећан кроз једну акцију прикупљања средстава коју су започели Хус и три службена брата. Стхлм-ов старачки дом отворен је 1867. године. По париском обрасцу, Хус је такође преузео иницијативу у увођењу јаслица.
Хус је активно учествовао и као члан парламента (укључујући активности за стварање универзитета у Стхлму), градски одборник и окружни саветник у политичком раду, а од 1867. се настанио у Екхулту у Остерготланду и 1875. у Квиструму.1883. вратио се у престоницу.Својим централним положајем у шведском медицинском животу, Хус је одликован многим шведским и нордијским одликовањима.Био је члан многих научених друштава унутар и изван земље.
Својим дуго заслужним и успешним радом лекара, учитеља, истраживача и филантропа, Хус је једна од великих личности у историји наше земље - и те како вредна разматрања, која је уткана у медаљон ВА преко њега: "Имморталитатис нон палеит спец."- "Нада бесмртности не заводи".

## Научни радови
Магнус Хус је био активан и као писац научних радова. 1840. године објавио је кратак преглед  здравствене заштите на Медицинско-клиничком одељењу Серапхимера Лазарета током последњих пет месеци 1839.У периоду 1840.-1842. објавио је разне извештаје, који су 1843. наставили са Клиничким аналектима. 1845. објавио је своју књигу Тифус опажања сур ла фиевре. Његово највеће научно признање освојио је Хус са Алцохолисм Цхроницус или Цхрониц Алцохол Дисеасе (1849-1851), где су хроничном алкохолном интоксикацијом изазвали морбидне промене у организму, први пут представљени као посебан облик болести. Дело је 1854. године награђено Месечном наградом Француске академије наука.
Поред тога, његове одличне монографије о статистичким условима и лечењу тифуса (1855), преведене су на немачки, француски и енглески језик, као и о статистичким условима и лечењу пнеумоније (1860), преведене на немачки језик. Поред горе поменутих радова, Хус је у часописима објавио низ главних и мањих чланака, уређивао је финансијске извештаје Ласер агенције Серафимер, 1850-1860, и центра за негу болесне деце престолонаследника Ловише, 1852-1864.
Студије хроничних алкохоличара навеле су Хусa да се бори против пијанства свим својим убеђењима. Међу његовим ауторима су О Бранвинсбегарет и Бранвинсупериет у Шведској (1853; аутограм његовог дела о ендемским болестима у Шведској, 1852), о свињама и алкохолним пићима и Шведској (1852), као и о слави крава и општини државе (1882; постао и продата у 20.000 примерака током првих седам месеци након објављивања). 1887. упозорио је на ракију и пиће, а књига је постала доступна у складу са краљевским писмом од 10. фебруара 1888. и читаоницама јавних школа. 1865. Хус је објавио информативну књигу Абоут Цоффее; његову употребу и злоупотребу.

## Рад за јавно здравље
Заједно са К.П. Дахлгренс је преузео иницијативу за оснивање центра за негу болесних штала престолонаследника Ловише. Заједно са професорима Хјалмаром Аугустом Абелином, Пехром Хенриком Малмстеном и Царлом Густафом Сантессоном, Хус је послао позив за прикупљање средстава за Стокхолмску болест и допринео говору у расправи о изградњи и успостављању администрације.
У реорганизацији Аллмана дечијег дома у Стокхолму, успостављању дечјих креветића био је слично активан. Такође је био председавајући управног одбора и државног семинара за формирање учитеља, а учествовао је и одбор централног института Гимнастиска, као и председник, делимично члан одбора и неколико јавних одбора.
Хус је био члан управног одбора и Академије наука (1844), Научног друштва  Гетеборга (1846; почасни члан 1859), члан одбора научног друштва и Упсале (1850; почасни члан одбора 1885) . 1866. прешао је у Остерготланд и био је 1873-1874. Представник и друго веће парламента за Акербо, Банкекиндс и Ханекинд-ову изборну јединицу. Од 1874. до 1883. био је становник жупе Куиструм и Гардсерум и округа сјеверног Калмара, али се 1883. преселио и вратио у Стоцкхолм.

## Лекар
Магнус Хус био је први лекар који је прекомерно конзумирање алкохола категорисао као поремећај, што је назвао алкохолизмом и то је оно по чему је најпознатији.
Године 1976, у Стокхолму је организован први симпозијум о алкохолизму.
Магнус Хус је у 19. веку направио концепт алкохолизма као болест и, када је први пут једно болесно стање назвао „алкохолисмус“. Десета ревизија Међународне класификације болести и сродних здравствених проблема (МКБ-10) сврстава алкохолизам у поглавље „МКБ-10Ф: Ментални поремећаји и поремећаји понашања узроковани употребом психоактивних супстанци (Ф10-Ф19)“. Последица пијења алкохола очитава се у многим гранама медицине попут интерне, трауматологије, неурологије, хирургије, психијатрије. Око 30 — 40% интернистичких болесника лечи се због алкохолизма, а 30% психијатријских хоспитализација односи се на алкохоличаре.

### Научни цитати Магнуса Хуса
Назив хронични алкохолизам односи се на колективне симптоме поремећеног стања менталних, моторичких и сензорних функција нервног система, при чему ови симптоми попримају хронични облик и без да су одмах повезани са било којом од (органских) модификација централни или периферни делови нервног система који се могу открити током живота или открити након смрти окуларним прегледом; такви симптоми, осим тога, погађају појединце који су дуго времена постојали у злоупотреби алкохолних пића.
Ови симптоми су формирани на одређени начин да сами формирају групу болести и тако мере да се именују и описују као дефинитивна болест ... Управо ову групу симптома желим да дизајнирам под називом Алцохолисмусроницус.